# Monique Alfradique
Monique de Araújo Alfradique (sinh ngày 29 tháng 4 năm 1986 tại Niterói, Rio de Janeiro) là một nữ diễn viên người Brazil.

## Tiểu sử
Monique Alfradique được sinh ra ở Niterói, Rio de Janeiro, Brazil vào ngày 29 tháng 4 năm 1986. Mong muốn trở thành diễn viên của cô bắt đầu với các chiến dịch quảng cáo và kịch nghệ cho trẻ em.

## Sự nghiệp
Monique Alfradique bắt đầu sự nghiệp của mình trên một chương trình truyền hình dành cho trẻ em, được phát sóng bởi TV Globo có tên là Xuxa. Cô ấy đã tham gia chương trình từ năm 1999 đến 2002.
Sau khi xuất hiện trong Malhação và Agora É que São Elas, hai bộ phim Brazil, Monique Alfradique đã nhận được vai chính trong vở kịch xà phòng Brazil A Lua Me Disse. Năm 2004, cùng với Giselle Policarpo, cô đóng vai chính trong bộ phim hài André Prado Loucuras a Dois.
Vào năm 2006, khi đang thực hiện vở kịch "A Mentira" của nhà viết kịch người Brazil, Nelson Rodrigues, Monique Alfradique đã được mời đóng vai chính trong chương trình truyền hình Malhação, với vai Priscilla hung ác,. Cô đã làm việc trong chương trình trong một năm rưỡi, và sau đó chuyển sang chơi Fernanda trong một vở opera xà phòng Globo khác, Beleza Pura. Sau đó, cô chuyển đến São Paulo để biểu diễn trong vở kịch Shakespearean The Comedy of Error.
Năm 2009, Monique Alfradique tham gia vào miniseries Cinquentinha, nơi cô đóng vai Barbara Romero, cháu gái của nhân vật Susana Vieira. Cũng trong năm 2009, cô tham gia Cama de Gato, nơi cô đóng vai bác sĩ trẻ Erica Castiglione, cháu gái của nhân vật Berta Loran.
Năm 2011, Monique Alfradique lại đóng vai Barbara Romero trong sê-ri Lara com Z, Cinquentinha mùa thứ hai, và được đóng vai diễn trong vở The School for Wives do Molière viết.